# Amegilla aerizusa
Amegilla aerizusa är en biart som först beskrevs av Joseph Vachal 1903.  Amegilla aerizusa ingår i släktet Amegilla och familjen långtungebin. Inga underarter finns listade i Catalogue of Life.